# Bernd Dudek
Bernd Dudek (* 1. Februar 1968 in Hermersberg) ist ein ehemaliger deutscher Fußballspieler.

## Karriere
Bernd Dudek begann seine Karriere beim SV Hermersberg, zwischen Kaiserslautern und Pirmasens gelegen. Anschließend spielte er bei der Amateurmannschaft des 1. FC Kaiserslautern und unterschrieb 1991 einen Vertrag beim Zweitligisten FC 08 Homburg. Dort kam er bis 1993 auf 49 Spiele und verließ den Verein Richtung SC Hauenstein (Oberliga Südwest). Hauenstein qualifizierte sich 1994 für die neu eingeführte drittklassige Regionalliga und erreichte dort 1994/95 den Klassenerhalt. Dudek ging zu den Amateuren des 1. FCK zurück und spielte anschließend noch in der Regionalliga und Oberliga beim FC 08 Homburg und FK Pirmasens. Bei seinem Heimatverein SV Hermersberg ließ er seine Karriere ausklingen.

### Statistik
| Liga          | Spiele (Tore) |
| ------------- | ------------- |
| 2. Bundesliga | 049 0(0)      |
| Regionalliga  | 124 (12)      |